# Bibliothèque d'art nationale danoise
La bibliothèque d'art nationale danoise (en danois : Danmarks Kunstbibliotek (DKB)) est la bibliothèque de référence de l'État danois pour l'étude et la recherche en architecture, dans les arts plastiques et l'histoire de l'art. Elle est située dans le centre-ville de Copenhague au Danemark.

## Présentation
La bibliothèque d'art nationale danoise a été fondée en 1754 comme partie intégrante de l'Académie royale des beaux-arts du Danemark. Elle est située dans une aile latérale du palais de Charlottenborg à Copenhague. Des salles d'études et de recherches ont été aménagées dans des bâtiments annexes situés à Søborg.
La bibliothèque d'art nationale danoise est le principal centre de ressources documentaires au Danemark sur les thèmes de l'architecture et des arts en général. Elle est un centre de recherche pour les étudiants de l'École des Beaux-Arts et travaille en collaboration avec l'université de Copenhague. Elle est membre de l'Association danoise des bibliothèques de recherches.
Le fonds de la bibliothèque d'art nationale danoise est riche d'environ 300 000 ouvrages spécialisés dans l'histoire de l'art et de l'architecture et en fait un des plus grands fonds nordiques dans ce domaine. Plus de 14 000 œuvres ont déjà été numérisées.
Depuis 1996, la bibliothèque d'art nationale danoise est devenue une institution autonome de l'Académie royale des beaux-arts du Danemark.

## Liens externes

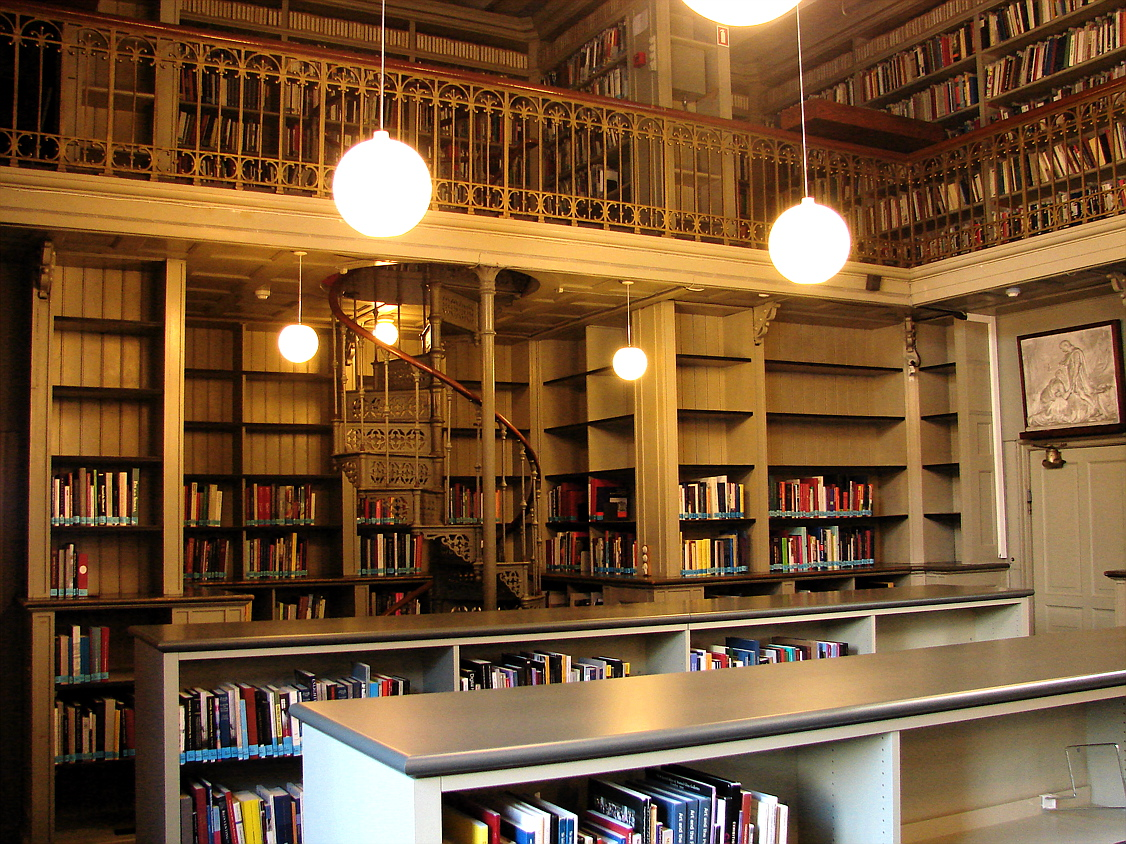
Intérieur de la bibliothèque d'art nationale danoise.